# عمى تعرف الوجوه
عمى تعرف الوجوه أو جهل تمييز الوجوه أو عمى تمييز الوجوه (بالإنجليزية: Prosopagnosia) وهي كلمة يونانية مكونة من جزئين "prosopon" وتعني وجه "agnosia" وتعني العمى فأن عمى التعرف على الوجوه هو اضطراب معرفي في إدراك الوجوه حيث تكون القدرة على تمييز الوجوه عليله بينما في جوانب أخرى كالمعالجة البصرية على سبيل المثال تمييز الأشياء وفي جانب آخر كالسير الفكري مثل إتخاذ القرارات فهما يبقان سليمان. في الأصل هذا المصطلح يشير إلى حالة تحدث بعد تضرر حاد إلى الدماغ (عمى التعرف على الوجوه المكتسب) ولكن يوجد نوع خلقي أو نمائي لهذا الاضطراب وقد يصيب حوالي 2.5% من سكان العالم.
فإن منطقة الدماغ المسؤولة عن عمى التعرف على الوجوه هي التلفيف المغزلي التي تقوم خصيصاً بالاستجابة إلى الوجوه فإن وظيفة منطقة التلفيف المغزلي تمكين معظم الناس من التعرف على الوجوه بتفاصيل أكثر مقارنةً بأشكال الجمادات المعقدة فالطريقة الجديدة للتعرف على الوجوه لأولئك الذين لديهم عمى التعرف على الوجوه تعتمد على نظام بحساسية أقل للتعرف على الأشياء النصف الأيمن من التلفيف المغزلي مكتنف أكثر في تمييز الوجوه المألوفة من النصف الأيسر يبقى غير واضحاً إذا كانت منطقة التلفيف المغزلي هي وحدها من يقوم بتمييز وجوه البشر أم إذا كانت مرتبطة بمنبهات بصرية عالية التدريب.
يوجد هناك نوعين لعمى التعرف على الوجوه: عمى التعرف على الوجوه المكتسب وخلقي (نمائي) عمى التعرف على الوجوه المكتسب ينتج عن تلف في الفص الصدغي القذالي الخلفي (انظر إلى مسببات ومناطق الدماغ المتضررة) وغالباً ما يوجد في الكبار، وأيضًا ينقسم عمى التعرف على الوجوه إلى اقسام إضافية إدراكية وترابطية (انظر إلى الأقسام). على نحو كاف فمن لديه عمى التعرف على الوجوه الخلقي لا يمكن أن يكتسب قدرة التعرف على الوجوه ابداً، رغم أنه كانت هناك عدة محاولات للعلاج إلا أنه لم يظهر علاج واقعي وذا فعالية على مجموعة من الذين لديهم عمى التعرف على الوجوه، عادة من لديه عمى التعرف على الوجوه يقوم بتعلم استراتيجيات التمييز «التدريجية» أو إستراتيجية «ميزة بميزة» وقد تشمل على دلائل ثانوية كاللباس والمشية ولون الشعر وهيئة الجسم والصوت. وبما أن الوجه عامل مهم لخاصية تعيين الهوية في الذاكرة فالذين يعانون من عمى التعرف على الوجوه قد يصعب عليهم الحفاظ على معلومات عن الأشخاص وأيضاً الاختلاط بهم على شكل طبيعي. وأيضاً عمى التعرف على الوجوه مرتبط باضطرابات أخرى مرتبطة بمناطق من الدماغ المجاورة: العمى الشقي الأيسر (فقدان رؤية المساحة من الجانب الأيسر المرتبطة بتلف الفص القذالي الأيمن)، عمى الألوان (هو خلل في إدراك اللون وعادة مايكون مرتبط بتضرر وحيد الجانب أو ثنائي الجانب في الصدغي القذالي الموصل) والتوهان الطبوغرافي (فقدان معرفة البيئة وصعوبة في استخدام المعالم وهذا مرتبط بضرر في الجزء الخلفي من التلفيف المجاور للحصين والجزء الأمامي من التلفيف اللساني من الجزء الأيمن في المخ.)

## نظرة عامة
عدم القدرة الانتقائية لتمييز الوجوه سجلت في اوائل القرن التاسع عشر وتضمنت دراسات قام بها هفلنقز جاكسون وتشاركوت، ولكنه لم يسمى حتى قام طبيب الأمراض العصبية الألماني جوتشم بودامير باستخدام هذا المصطلح (Prosopagnosia عمى التعرف على الوجوه) عام 1947. ولقد قام بتحليل ثلاث حالات ومن ضمنها رجل يبلغ من العمر 24 سنة تعرض لأصابة بالرصاص في رأسه أدت إلى فقدان قدرة تمييز الوجوه لديه فلم يعد يستطيع أن يميز أصدقائه ولا عائلته ولا حتى نفسه. ولكنه استطاع أن يميزهم ويحددهم من خلال طرق حسيه أخرى كالسمع واللمس وغيرها من أنماط المثيرات البصرية (كالمشية وسلوكيات جسمانية أخرى). بودامير أعطى دراسته عنوان داي أقنوزيا بروسبو (Prosop-Agnosie eDi) والمستمد من اللغة اليونانية الكلاسيكية وبروسبون (prósōpon) تعني الوجه وأقنوزيا (agnōsía) تعني العمه أو عدم المعرفة، ففي أكتوبر عام 1996 اقترح بيل تشويسير استخدام مصطلح عمى الوجه (face blindness) لهذه الحالة، وأول ذكر لعمى الوجوه كان في الأول من يوليو عام 1997 في صفحات بيل تشويسير لعمى الوجوه "Bill's Face Blindness Pages," [6]
حالة من عمى التعرّف على الوجوه ذكرت في شخصية دكتور بي “Dr.P." في كتاب اوليفر ساكس The Man Who Mistook His Wife for a Hat على الرغم من أن حالته تعد حالة من العمه البصري العام، إلا أن دكتور فيل لم يستطيع تمييز زوجته من وجهها ولكنه كان يميزها بصوتها، وتمييزه لصور أهله وأصدقائه اعتمدت على ملامح محددة للغاية كفك أخيه المربع وأسنانة الكبيرة، ومن قبيل الصدفة اوليفير ساكس نفسه كان يعاني من عمه تعرف الوجوه ولجزء كبير من حياته لم يلحظ ذلك،
دراسة عمى التعرف على الوجوه كانت حاسمه في تطوير نظريات إدراك الوجه، ولأن عمى التعرف على الوجوه ليس اضطراباً وحدانياً (أي أن مختلف الناس قد يظهرون أنواع ومستويات مختلفة من الضعف) فقد قيل أن تمييز الوجه يشمل عدة مراحل وكل واحدة منها ممكن أن تسبب اختلافات نوعية في الضعف تظهر في مختلف الأشخاص اللذين لديهم عمه تعرف الوجوه، وقد كان هذا النوع من الأدلة الحاسمة يثبت نظرية أنه قد يوجد في الدماغ نظام مختص في إدراك الوجه. يتفق معظم الباحثين أن عملية إدراك الوجه كلية بدلاً من كونها مختصة وكما هو الحال في إدراك أغلب الجمادات، الإدراك الكلي للوجه لا ينطوي على أي تصوير واضح لميزات موضعية (كالعينان والأنف والفم وما إلى ذلك) بل يأخذ بعين الاعتبار الوجه ككل ولأن الوجه النمطي لديه نسق مكاني معين (العينان دائماً تقعان فوق الأنف والأنف فوق الفم) فإن من المفيد أن تستخدم نهج كامل لتمييز الأفراد/وجوه محددة من مجموعة من نسق متشابه، المعالجة الكلية للوجه هي بالضبط ماتلفت في عمى التعرف على الوجوه، فهم قادرون على التعرف على نسق مكاني معين وخصائص ملامح الوجه ولكنهم غير قادرين على معالجة تلك الملامح كوجه بأكمله هذا هو الحدس لمعظم الناس وأن الجميع لا يعتقد أن الوجوه «مميزة» أو أنها تدرك بطريقة مختلفة عن الجمادات الأخرى في باقي أنحاء العالم، على الرغم من أن الأدلة تشير إلى أن الجمادات المرئية الأخرى يتم إدراكها بطريقة شامله (على سبيل المثال الكلاب في خبراء الكلاب) وهذه الأثار أصغر حجماً وتظهر بأقل تكرار مقارنة بالوجه وفي دراسة قام بها دايموند وكايري أثبتوا من خلالها هذه النظرية بالقيام باختبارات على قضاة عروض الكلاب، فلقد قاموا بإظهار صورالكلاب للقضاة ولمجموعة مراقبة ومن ثم قاموا بقلب تلك الصور نفسها وأظهروها مرة أخرى، قضاة عرض الكلاب واجهوا صعوبات في تمييز الكلاب عندما قلبت الصور كلياً بالمقارنة بمجموعة المراقبة، التأثير الانعكاسي، فإن زيادة صعوبة تمييز صورة عند قلبها لديها تأثير ساري، وكان يعتقد سابقاٌ أن التأثير الانعكاسي فقط مرتبط بالوجوه ولكن هذه الدراسة تثبت بإنه قد ينطبق على أي فئة مختصة،
و لقد قيل أن عمى التعرف على الوجوه قد يكون ضعف عام في فهم كيفية جعل مكونات الإدراك الحسي الفردية تشكل هيكل أو جشتالتي الجمادات. والعالمة النفسية مارثا فرح كانت منضمة بشكل خاص مع هذا الرأي.

## الأنواع
إدراكية
عادة ما يستخدم عمى تعرف الوجوه الإدراكي لوصف حالات عمى تعرف الوجوه المكتسب مع بعض من أول العمليات في نظام إدراك الوجه. فهم أيضاُ غير قادرين على تمييز الوجوه المألوفة والغير مألوفة، ومع ذلك يمكنهم التعرف على الناس على أساس أدلة أخرى غير الوجه كالملابس أو تصفيفة الشعر أو الصوت.
ترابطي
عادة مايستخدم عمى تعرف الوجوه الترابطي لوصف حالات عمى تعرف الوجوه المكتسب مع اجتناب عمليات إدراكية ولكن بربط بين عمليات إدراك الوجه المبكرة والمعلومات الدلالية عن الأشخاص التي نحتفظ بها في الذاكرة قد تلعب منطقة الصدغي الأمامي اليمنى دوراً هاماً في عمى تعرف الوجوه الترابطي والأشخاص الذين يعانون من هذا النوع من الاضطراب يمكنهم تمييز إن كانت صور الاشخاص هي نفسها وأيضاً استنباط العمر والجنس من أوجه تلك الاشخاص (مما يدل على أنه بإمكانهم إدراك ولو بعض الشيء من الوجه) ولكنهم قد لا يستطيعون تحديد ألأشخاص أو معلومات عنهم كأسمائهم أو مهنتهم أو متى كان آخر لقاء بهم.
نمائي
عمى تعرف الوجوه النمائي (DP) هو عجز في إدراك الوجه لمدى الحياة ويبدأ في مرحلة الطفولة المبكرة ولا يمكن إدراجه تحت أضرار الدماغ المكتسبة، عدد من الدراسات وجدت العجز الوظيفي في عمى تعرف الوجوه النمائي ووجدت على أساس تدابير التخطيط الدماغي والرنين المغناطيسي الوظيفي، فقد قيل أن أحد العوامل الوراثية هو المسؤول عن هذه الحالة، تم إدخال مصطلح «عمى تعرف الوجوه الوراثي» إذا أثر عمى تعرف الوجوه النمائي على أكثر من فرد في العائلة فأساساً تشتد احتمالية المساهمة الجينية لهذه الحالة، لدراسة احتمالية هذا العامل الوراثي تم اختيار 689 طالب عشوائياً وأعطوا نماذج للدراسة الإستقصائية حيث وجدوا سبعة عشر حالة من عمى تعرف الوجوه النمائي، ولقد أجريت مقابلات مع 14 فرد من عوائل عمى تعرف الوجوه النمائي لتحديد خصائص عمى تعرف الوجوه وفي كل الأربعة عشر عائلة وجد شخص أخر متضرر.
و في عام 2005, أظهرت دراسة بقيادة انغو كينيركنيتشي دعم لاقتراح نموذج الاضطراب الخلقي من عمى تعرف الوجوه، تقدم هذه الدراسة أدلة تثبت على أن عمى تعرف الوجوه الخلقي اضطراب خلقي متكرر وعادةً ما يمتد في الأسر، فإن هذا النمط من الميراث يفسر لماذا عمى تعرف الوجوه الوراثي شائع جداً في عوائل معينه (كينيركينتشت واخرون. 2006).
هناك العديد من اضطرابات النمو المرتبطة بزيادة احتمالية مواجة الشخص لصعوبات في إدراك الوجوه، وقد يكون هذا الشخص على غير علم بها. فإن آلية هذا العجز الإدراكي غير معروفه إلى حد كبير. قائمة جزئية لبعض الاضطرابات التي عادةً ما يتواجد فيها عناصر عمى تعرف الوجوه وهذه القائمة تتضمن اضطرابات التعلم الغير لفظية ومرض الزهايمر واضطرابات طيف التوحد بشكل عام.

## مناطق الدماغ المتسببة والمصابة
قد يكون سبب عمه تعرف الوجوه أذى في مناطق مختلفة من مناطق القذالي الخلفي (منطقة الوجه القذالي) والتلفيف المغزلي (منطقة الوجه المغزلي) وقشرة الصدغي الأمامي، التصوير المقطعي بالإصدار البوزيتروني (PET) وأشعة الرنين المغناطيسي الوظيفي أظهرت انه تلك المناطق تعمل خصيصاً للاستجابة لمحفزات الوجه في الفرد الغير مصاب بعمه تعرف الوجوه وأساساً مناطق القذالي السفلي مرتبطة بالمراحل الأولى من إدراك الوجه والهيكل الصدغي الأمامي يدمج معلومات محددة عن وجه واسم وصوت شخص مألوف.
عمه تعرف الوجوه المكتسب ممكن أن يتطور نتيجةً لأسباب تضررية عصبية عديدة. أسباب وعائية لعمه تعرف الوجوه تتضمن عوائق الشريان الدماغي الخلفي (PCAIs) ونزيف في الجزء الإنسي الخلفي من منطقة القذالي الصدغي، ويمكن أن تكون هذه إما ثنائية الجانب أو وحيدة الجانب لكن إذا كانت وحيدة الجانب فتقريباً دائماً تكون في النصف الأيمن من الدماغ. قد أكدت دراسات حديثة أن تضرر النصف الأيمن من الدماغ، تحديداً لمناطق القذالي الصدغي، كافٍ لحث عمه تعرف الوجوه.
أظهرت فحوصات الرنين المغناطيسي للمصابين بعمه تعرف الوجوه ضرر منفرد في الجانب الأيمن من الدماغ وفي حين أظهرت فحوصات الرنين المغناطيسي الوظيفي أن النصف الأيسر من الدماغ يعمل بشكل طبيعي. تضرر وحيد الجانب القذالي الصدغي الأيسر أدى إلى عمه الجمادات، بينما عملية التعرف على الوجوه لم تتضرر، وعلى الرغم من ذلك قد سجلت حالات قليلة حيث أن تضرر وحيد الجانب الأيسر أدى إلى عمه تعرف الوجوه. فقد قيل أن اعتلالات تمييز الوجه الناجمة عن تضرر الجزء الأيسر من الدماغ المقرر عن عيب دلالي يحجب عمليات الإسترجاع المشاركة في الحصول على معلومات دلالية خاصه بشخص بالطريقة البصرية.
فتشمل مسببات أخرى اقل شيوعاً كالتسمم بأول أكسيد الكربون واستئصال الفص الصدغي والتهاب الدماغ والاورام وضمور الفص الصدغي الأيمن والصدمات النفسية ومرض باركنسون ومرض الزهايمر.

## تمييز الوجه اللاإدراكي
هنالك ميزة واحدة مثيرة للاهتمام في عمى التعرف على الوجوه وهي إن تمييز الوجه يتضمن كلا الجانبين الادراكي وغير الادراكي. وقد أظهرت التجارب أنه عند عرض بعض من الوجوه المألوفة وغير المألوفة لأشخاص مصابين بعمى التعرف على الوجوه قد يكونوا غير قادرين على التعرف على الأشخاص بالصور بنجاح أو حتى إظهار الألفة البسيطة (هذا الشخص يبدو مألوفا/غير مألوف). فمع ذلك، عندما يتم أخذ قدر من الاستجابة العاطفية، تميل أن تكون هناك ردود فعل عاطفية لبعض الأشخاص المألوفين على الرغم من عدم حدوث التمييز الادراكي. يشير هذا إلى أن العاطفة تلعب دور هام في التعرف على الوجوه، ربما عندما يعتمد التعرف على الأشخاص حولك بالبقاء على قيد الحياة (بشكل خاص الأمان).
يعتقد أن وهم كابغرا قد يكون عكس عمى التعرف على الوجوه، في هذه الحالة يورد التعرف الادراكي للأشخاص من الوجوه، لكن بدون إظهار أي استجابة عاطفية، وربما يؤدي إلى الاعتقاد الوهمي بأن القريب أو الزوج حل محله شخص محتال.